# Conopora gigantea
Conopora gigantea is een hydroïdpoliep uit de familie Stylasteridae. De poliep komt uit het geslacht Conopora. Conopora gigantea werd in 1991 voor het eerst wetenschappelijk beschreven door Cairns. 